# Les Atouts de monsieur Wens
Pour l'adaptation, voir Les Atouts de Monsieur Wens (film, 1947).
Les Atouts de M. Wens est un roman policier belge de Stanislas-André Steeman paru en 1932. Il s'agit de la quatrième enquête mettant en scène Monsieur Wens.

## Résumé
Pendant un hold-up à la bijouterie Goldstein et Goldstein, un meurtre est commis. Arrêtés, les braqueurs avouent avoir écoulé le produit du cambriolage par l'entremise de Freddy Dolo, déjà connu des autorités pour une affaire de traite des Blanches.
Deux frères, Frédéric Dolo et Martin Dolo, sont tous deux appelés « monsieur Dolo », mais ont des vies diamétralement opposées. Le premier est un trafiquant et un braqueur, alors que l'autre est vendeur au porte-à-porte d'articles de piété (cierges). Martin monte à Paris dans l'espoir de remettre son frère dans le droit chemin. Il est pris pour Freddy. 
Tout se complique après le soi-disant suicide du joueur Georges d'Aoust, qui laisse une belle veuve, Catherine, convaincue qu'il a été assassiné. Elle engage monsieur Wens pour mener l'enquête. Plusieurs suspects sont désignés, dont Freddy Dolo. 

## Particularités du roman
Le récit explore de façon ingénieuse le motif de la substitution d'identité.
Est parue en 1959 une version revue et corrigée sous le titre Des cierges au diable, mais les éditions ultérieures reprennent la première version de ce roman, « l'un des meilleurs de Steeman ».

## Adaptation
- 1947 : Les Atouts de Monsieur Wens, film franco-belge réalisé par Émile-Georges De Meyst, avec Werner Degan (M. Wens), Louis Salou (Frédéric-Sébastien Dolo) et Marie Déa (Isabelle Dolo).
- En 1959, la réédition du roman annonce un remake de ce film, qui ne semble pas avoir vu le jour.

## Sources
- Jean Tulard, Dictionnaire du roman policier : 1841-2005. Auteurs, personnages, œuvres, thèmes, collections, éditeurs, Paris, Fayard, 2005, 768 p. (ISBN 978-2-915793-51-2, OCLC 62533410), p. 44.